# Ferdinand von Schack
Wilhelm Ferdinand von Schack (* 18. November 1787 in Magdeburg; † 23. Juli 1846 in Treten) war preußischer Generalmajor und Kommandeur der 7. Kavallerie-Brigade sowie Erbherr auf Treten im Landkreis Rummelsburg i. Pom.

## Leben

### Herkunft
Wilhelm entstammt dem Müssener Zweig des lüneburgisch-uradeligen Geschlechts der Herren von Schack. Er war der älteste Sohn des preußischen Generalmajors Wilhelm Georg von Schack (1752–1827) und dessen Ehefrau Auguste Elisabeth Henriette, geborene von Borcke (1764–1830). Seine Brüder waren der Generalmajor Wilhelm von Schack, der General der Infanterie und Herr auf Stechau Hans Wilhelm von Schack (1791–1866) und der Generalmajor August von Schack (1793–1864). Sein Schwager waren der Generalmajor Florian von Seydlitz (1777–1832) und der Hofmarschall des Prinzen Wilhelm von Preußen Hans Karl Dietrich von Rochow (1791–1857). Sein Vetter und enger Freund war Johann Georg Emil von Brause.

### Militärkarriere
Schack besuchte die Kadettenhäuser in Kalisch und Berlin sowie die Academie militaire. Am 1. Februar 1802 wurde er als Gefreitenkorporal im Infanterieregiment „Louis Ferdinand“ der Preußischen Armee angestellt und avancierte am 20. September 1806 mit Patent vom 10. April 1805 zum Fähnrich. Im Ersten Koalitionskrieg nahm er an der Schlacht bei Auerstedt teil und geriet durch Kapitulation von Magdeburg in Gefangenschaft. Nach dem Krieg wurde er am 14. Mai 1807 Premierleutnant im Husaren-Regiment Nr. 8, erhielt aber am 8. Oktober 1811 seine Demission als Rittmeister.
Kurz vor dem Beginn der Befreiungskriege kehrte Schack am 12. März 1813 zur Armee zurück und kam zum Ostpreußischen National-Kavallerie-Regiment. Er kämpfte bei Katzbach, Leipzig, Laon, Paris, Goldberg, Löwenberg und Bunzlau. Schack nahm am Übergang bei Wartenburg sowie den Gefechten bei Freyburg, Eisenach, Saint-Dizier, Chalons, Soissons, Coulommieres und Sezanne teil. In der Zeit wurde er am 18. April 1814 Stabsrittmeister, für Katzbach erhielt er das Eiserne Kreuz II. Klasse und für Coulommiers das Kreuz I. Klasse.
Am 21. Februar 1815 wurde er in das Garde-Husaren-Regiment versetzt. Dort wurde er am 7. Juni 1815 Rittmeister und am 26. August 1815 Eskadronchef. Am 28. März 1819 wurde er Major und als etatsmäßiger Stabsoffizier in das 3. Dragoner-Regiment versetzt. Am 30. März 1833 beauftragte man ihn mit der Führung des 8. Ulanen-Regiments. Unter Beförderung zum Oberstleutnant erfolgte am 30. März 1834 seine Ernennung zum Regimentskommandeur. In gleicher Eigenschaft war Schack vom 29. Januar 1836 bis zum 6. April 1842 im 5. Husaren-Regiment tätig und avancierte zwischenzeitlich Ende April zum Oberst. Am 7. April 1842 wurde er zum Generalmajor befördert und zum Kommandeur der 7. Kavallerie-Brigade ernannt. Unter Verleihung des Roten Adlerordens II. Klasse mit Eichenlaub erhielt Schack am 14. August 1843 seinen Abschied mit Pension. Er starb am 23. Juli 1846 auf seinem Gut Treten.

### Familie
Er heiratete am 4. September 1810 in der Garnisonkirche von Berlin, Auguste von Somnitz (1793–1868). Das Paar hatte mehrere Kinder:
- Wilhelmine Bernhardine Antoinette (* 1811)
- Albertine Wilhelmine Auguste (* 1813)
- Wilhelm Ferdinand Karl Johann August (* 1818)
- Pauline Wilhelmine Auguste (* 1818)
- Ferdinand Wilhelm (* 1820), Premierleutnant
- Hermann Ferdinand Wilhelm (1821–1875) ⚭ 4. Mai 1858 Elisabeth von Gottberg (1839–1911)